# Aarhus (meteoryt)
Aarhus – meteoryt kamienny należący do chondrytów oliwinowo-bronzytowych typu H6, który spadł 2 października 1951 roku o godzinie 18:15 w duńskiej miejscowości Aarhus. Przed upadkiem meteoryt rozpadł się na dwie części znane jako Aarhus I (300g) oraz Aarhus II (420g). Aarhus I po zderzeniu z ziemią rozpadł się na kolejne cztery odłamki, które odnaleziono w lesie Riis Skov kilka minut po upadku.

## Klasyfikacja i skład
Aarhus to kamienny meteoryt, chondryt oliwinowo-bronzytowy typu petrologicznego H6 o składzie mineralogicznym, w którym przeważają pirokseny (40,31%), oliwiny (26,47%), plagioklazy (6,66%) i stop żelazowo-niklowy (19,23%). W mniejszej ilości w składzie zawiera się także chromit (0,63%) oraz melilit (0,41%).
Skład chemiczny meteorytu Aarhus w % wagowych:
- Fe 17,30
- Ni 1,93
- FeS 5,64
- SiO2 37,49
- TiO2 0,16
- Al2O3 1,53
- FeO 7,39
- MnO 0,34
- MgO 24,03
- CaO 1,69
- Na2O 1,08
- K2O 0,18
- P2O5 0,15
- H2O+ 0,11
- H2O- 0,05
- Cr2O3 0,43
- Suma 99,50